# Lipinia vittigera
Espèce
Synonymes
- Lygosoma vittigerum Boulenger, 1894
- Lygosoma microcercum Boettger, 1901
- Lygosoma pulchellum Annandale, 1905
- Leiolopisma pranensis Cochran, 1930
- Lygosoma vittigerum kronfanum Smith, 1922

Lipinia vittigera est une espèce de sauriens de la famille des Scincidae.

## Répartition
Cette espèce se rencontre :
- en Birmanie ;
- en Thaïlande ;
- au Cambodge ;
- dans le sud du Viêt Nam ;
- en Malaisie péninsulaire ;
- à Singapour ;
- en Indonésie au Kalimantan ainsi que dans les îles Mentawai.

Sa présence est incertaine sur l'île de Sumatra en Indonésie.

## Liste des sous-espèces
Selon The Reptile Database (12 octobre 2012) :
- Lipinia vittigera vittigera (Boulenger, 1894)
- Lipinia vittigera microcercum (Boettger, 1901)

## Publications originales
- Boettger, 1901 : Aufzählung einer Liste von Reptilien und Batrachiern aus Annam. Berichte über die Senckenbergische naturforschende Gesellschaft in Frankfurt am Main, vol. 1901, no 2, p. 45-53.
- Boulenger, 1894 : A list of reptiles and batrachians collected by Dr. E. Modigliani on Sereinu (Sipora), Mentawei Islands. Annali del Museo civico di storia naturale di Genova, sér. 2, vol. 14, p. 613-618 (texte intégral).